# Spanky G
Spanky G (nacido Michael Joseph Guthier), Souderton, Pensilvania, 13 de marzo de 1979) es un músico estadounidense, reconocido por haber sido el baterista de la agrupación Bloodhound Gangdesde 1995 hasta 1999, siendo sustituido por Willie The New Guy.

## Trayectoria
Dejó la banda antes de terminar de grabar el álbum Hooray for Boobies. Spanky dejó la banda porque quería acabar sus estudios. En la película documental One Fierce Beer Run se mostraron escenas drásticas en las que los miembros de la banda (especialmente Jared Hasselhoff) abusaban continuamente de Spanky. Probablemente esa fue la razón por la que dejó la banda. 

## Discografía
- Use your fingers (1995)
- One Fierce Beer Coaster (1996)
- Hooray for Boobies (1999)